# Doom: The Dark Ages

Statua promozionale di DOOM: The Dark Ages alla Gamescom 2024

Doom: The Dark Ages è uno sparatutto in prima persona, prequel di Doom (2016) e Doom Eternal (2020).
Ottava iterazione complessiva della saga e la terza iterazione del filone moderno di Doom, è stato presentato al pubblico per la prima volta durante l’Xbox Games Showcase del 9 giugno 2024 ed è stato sviluppato da id Software, nonché pubblicato da Bethesda Softworks. Il gioco si propone come prequel del primo capitolo e narra le gesta dell'impetuoso Doom Slayer, considerato una "superarma degli dèi", impegnato in una lotta sanguinosa contro le legioni dell’inferno, aiutato dai suoi nuovi e vecchi alleati, in un'ambientazione sci-fi/dark fantasy di stampo medievale.
Il titolo è entrato in piena produzione ad agosto 2022, dopo l'uscita nel 2021 degli ultimi aggiornamenti post-lancio del predecessore, tra cui la seconda ed ultima parte di The Ancient Gods. Viene utilizzato per la prima volta anche la versione rinnovata del motore di gioco proprietario, l'id Tech 8.

## Modalità di gioco
Il gioco propone un’offerta videoludica diversa dai precedenti capitoli, volendosi concentrare più sull'inarrestabile potenza del personaggio (definito dal direttore del gioco Hugo Martin come un "carro armato") piuttosto che sulla velocità, portata all'estremo in Doom Eternal. Il titolo vede l'introduzione di nuovi strumenti tattici e letali utili per l'impresa dello Slayer, come lo "Shield Saw", utile non solo per il combattimento corpo a corpo, ma anche per bloccare e parare gli attacchi dei demoni, saltare su sporgenze non normalmente raggiungibili e risolvere puzzle ambientali. Inoltre sono state aggiunte anche: una mazza chiodata, un mazzafrusto di ferro e un guanto d'arme elettrificato, con abilità diverse per ogni strumento. Ritornano nell'arsenale dell'ormai ex marine la doppietta, il fucile a pompa ed altre armi, seppur modificate nell'aspetto e/o nel funzionamento. Nel titolo rimane l'iconico sistema delle “uccisioni epiche” che però non sono più legate a una singola animazione, per garantire una totale libertà d’azione del giocatore. In alcune sezioni del gioco è possibile comandare un enorme mech da battaglia, chiamato "Atlan", e un drago cibernetico volante, utile sia per esplorare le aree dei livelli, sia per il combattimento aereo. Le mappe dei livelli sono più ampie dei precedenti capitoli e meno verticali. 

## Pubblicazione e modalità
Pur non essendo un’esclusiva Xbox, Doom: The Dark Ages rimane un titolo di spicco per Microsoft e la pubblicazione è stata pianificata per: Game Pass, Xbox Series X/S, PS5 e PC (Steam e Windows Store) il 15 maggio 2025. A differenza dei due precedenti capitoli, non è stata prevista nessuna modalità multiplayer, in quanto il team di sviluppo ha voluto creare la migliore esperienza single-player possibile. Invece come contenuti post-lancio è previsto, al momento, un DLC per la campagna. Dal punto di vista tecnico, il gioco avrà il raytracing integrato e su PC sarà necessario una scheda video che supporta tale tecnologia e con minimo 8 GB di VRAM. Verranno integrate anche le ultime tecnologie di interpolazione grafica come il DLSS 4 di NVIDIA.

## Colonna sonora
La colonna sonora metal è un pilastro fondamentale della saga moderna ed è caratterizzante per la formula di gioco. Con meno contaminazioni elettroniche rispetto al passato, è stata affidata al pluripremiato team di produzione musicale Finishing Move Inc..

## Doppiaggio
Come per i videogiochi DOOM (2016) e DOOM Eternal (2020), anche questo titolo è doppiato in Italiano. Di seguito i doppiatori originali e quelli italiani.
| Personaggio                     | Doppiatore                      | Doppiatore           |
| ------------------------------- | ------------------------------- | -------------------- |
| Comandante Thira                | Debra Wilson                    | Stefania Patruno     |
| Comandante Valen                | Kyle Chapple                    | Alessandro Zurla     |
| Re Novik                        | Piotr Michael                   | Olivierio Corbetta   |
| Kreed Maykr                     | Darin DePaul                    | Renzo Ferrini        |
| Assistente di Kreed Maykr       | Daniel Bonjour                  | Edoardo Lomazzi      |
| Principe Ahzrak                 | Rick Cosnett                    | Alessandro Conte     |
| Sacerdote Infernale             | Fred Tatasciore                 | Mario Zucca          |
| Marok                           | Jason Kelley                    | Diego Baldoin        |
| Strega                          | Gina Gershon                    | Renata Bertolas      |
| Doom Slayer                     | Jason Kelley                    | Gianni Gaude         |
| Voce struttura delle Sentinelle | Tasia Valenza                   | Virginia Astarita    |
| Soldatesse delle Sentinelle     | Cari Kabinoff                   | Martina Tamburello   |
| Soldati delle Sentinelle        | Daniel Bonjour, Sean Rohani     | Alessandro Fattori   |
| Armatura dello Slayer           | Robbie Daymond                  | Alessandro Pilli     |
| Voce struttura dei Maykr        | Eric Nagy                       | Davide Fumagalli     |
| Maykr Tech Grunt                | Jason Liebrecht, Daniel Bonjour | Francesco De Angelis |
| Maykr Tech Manager              | Robbie Daymond                  | Alessandro Pili      |
| Sentinel Monk uomo              | Sean Rohani                     | Alessandro Fattori   |
| Deag Loric                      | Daniel Bonjour                  | Edoardo Lomazzi      |
| Villager Cultist uomo           | Fred Tatasciore                 | Mario Zucca          |

## Accoglienza
| Testata                         | Versione      | Giudizio |
| ------------------------------- | ------------- | -------- |
| Metacritic (media al 15·5·2025) | Xbox Series   | 87/100   |
| Metacritic (media al 15·5·2025) | PlayStation 5 | 85/100   |
| Metacritic (media al 15·5·2025) | PC            | 85/100   |
| OpenCritic (media al 15·5·2025) | collettivo    | 86/100   |
| The Games Machine (ITA)         | PC            | 9/10     |